# World Games 2022/Rhythmische Sportgymnastik
Bei den World Games 2022 in Birmingham, Alabama, fanden vom 12. bis 13. Juli insgesamt vier Wettbewerbe in der Rhythmischen Sportgymnastik statt. Ausgetragen wurden die Wettkämpfe in der Legacy Arena im Birmingham-Jefferson Convention Complex.

## Bilanz

### Medaillenspiegel
| Platz  | Land      | Gold | Silber | Bronze | Gesamt |
| ------ | --------- | ---- | ------ | ------ | ------ |
| 1      | Israel    | 2    | 1      | —      | 3      |
| 2      | Italien   | 1    | 2      | —      | 3      |
| 3      | Bulgarien | 1    | 1      | —      | 2      |
| 4      | Ungarn    | —    | —      | 2      | 2      |
| 5      | Slowenien | —    | —      | 1      | 1      |
| 5      | Ukraine   | —    | —      | 1      | 1      |
| Gesamt | Gesamt    | 4    | 4      | 4      | 12     |

### Medaillengewinner
| Disziplin | Gold                 | Silber               | Bronze                      |
| --------- | -------------------- | -------------------- | --------------------------- |
| Ringe     | Borjana Kalejn (BUL) | Sofia Raffaeli (ITA) | Fanni Pigniczki (HUN)       |
| Ball      | Daria Atamanov (ISR) | Sofia Raffaeli (ITA) | Fanni Pigniczki (HUN)       |
| Keulen    | Sofia Raffaeli (ITA) | Daria Atamanov (ISR) | Ekaterina Vedeneeva (SLO)   |
| Band      | Daria Atamanov (ISR) | Borjana Kalejn (BUL) | Wiktorija Onoprijenko (UKR) |